# Theatrum Pictorium

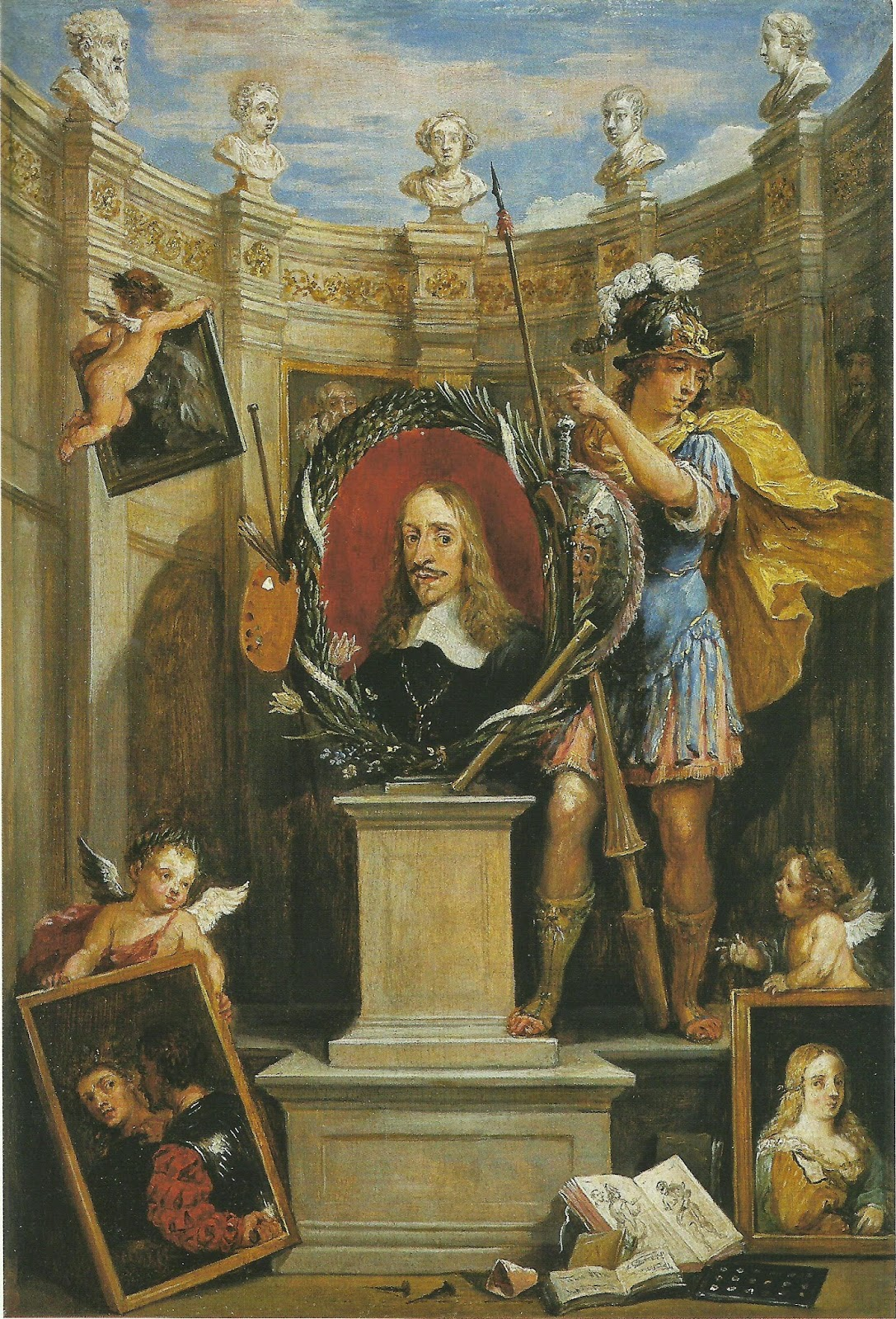
Modello de Teniers pour le frontispice du Theatrum Pictorium.

Theatrum Pictorium ou Le Théâtre de la Peinture est le titre d'un livre publié en 1660 par le peintre David Teniers le Jeune pour le compte de son employeur, l'archiduc Léopold Guillaume d'Autriche : c'est le catalogue des 243 tableaux italiens et flamands appartenant à la collection de l'archiduc (sur un total de plus de 1 300 peintures), illustré de gravures. Une seconde édition est publiée en 1673.

## Histoire de la collection
De 1646 à 1656 Leopold Wilhelm est gouverneur des Pays-Bas ; il constitue à Bruxelles l'une des plus grandes collections artistiques de son époque. Une partie provenait des ventes aux enchères de nobles anglais, qu’avait chassés le puritanisme, comme la collection de James Hamilton (1er duc d'Hamilton) (1606-1649). Teniers en devient le conservateur à la mort de Jan van den Hoecke en 1651. La collection contient des œuvres de Hans Holbein l'Ancien, Pieter Bruegel l'Ancien, Jan van Eyck, Raphaël, Giorgione, Paolo Véronèse, et plus de quinze tableaux de Titien.

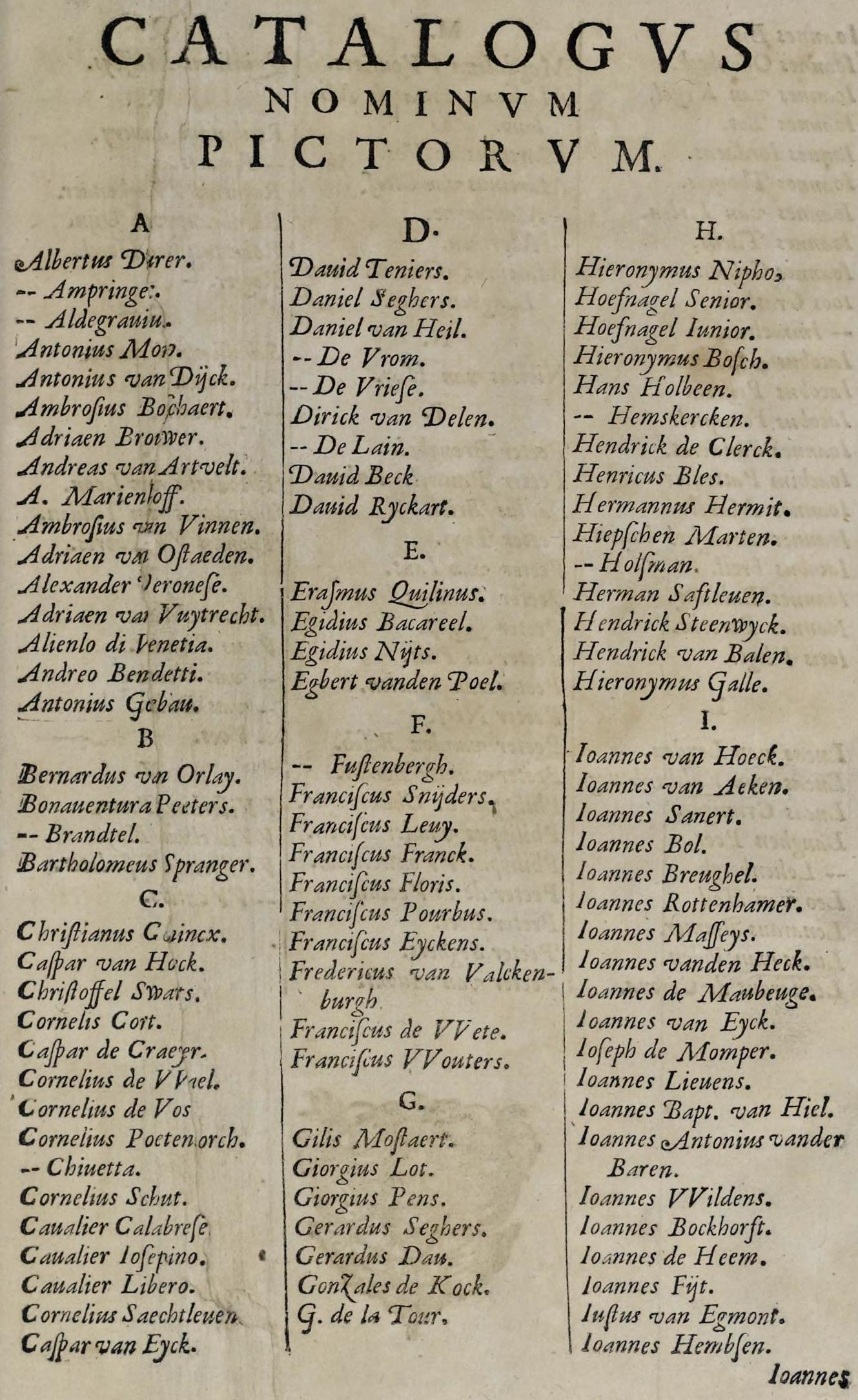
Index des artistes dans le Theatrum pictorium
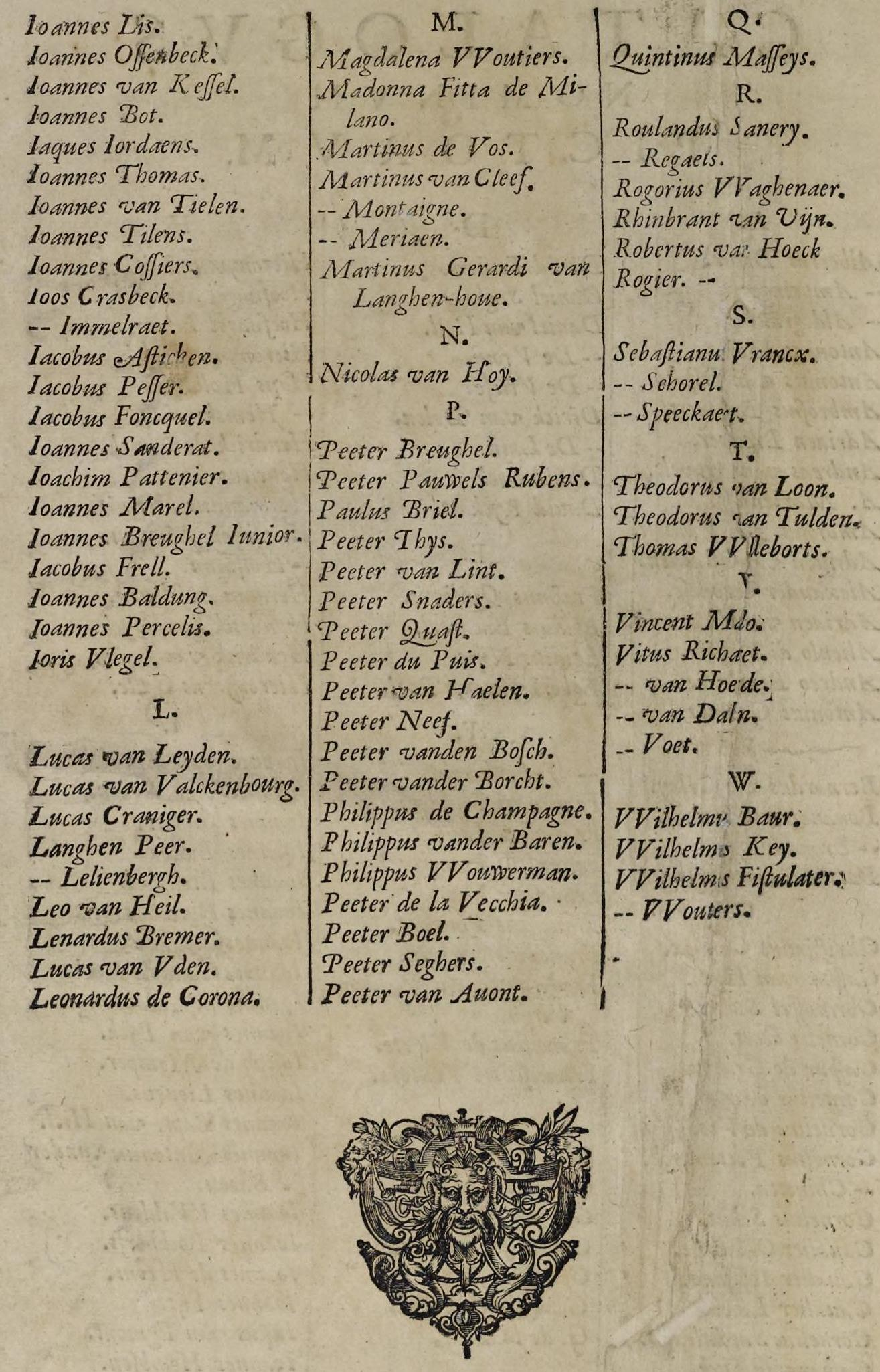

En 1659, l'archiduc retourne à Vienne avec sa collection qui est installée dans le Stallburg. Léopold-Guillaume lègue cette collection à son neveu l'empereur Léopold Ier ; devenue propriété impériale, elle constitue au XXIe siècle une partie importante des collections du Kunsthistorisches Museum.
David Teniers le Jeune, peintre et directeur de la collection de l'archiduc Léopold Guillaume à Bruxelles, a peint 10 tableaux représentant la collection. Parmi ces tableaux, seuls trois sont datés (les deux plus anciens sont datés de 1651). Neuf tableaux sont peints sur toile et un sur cuivre. On suppose que ces tableaux représentent un arrangement fictif et non réel de la collection de l'archiduc dans son palais bruxellois. On sait toutefois que les peintures qui y figurent faisaient partie de la collection de l'archiduc.  Les tableaux sont conservés dans différents musées :

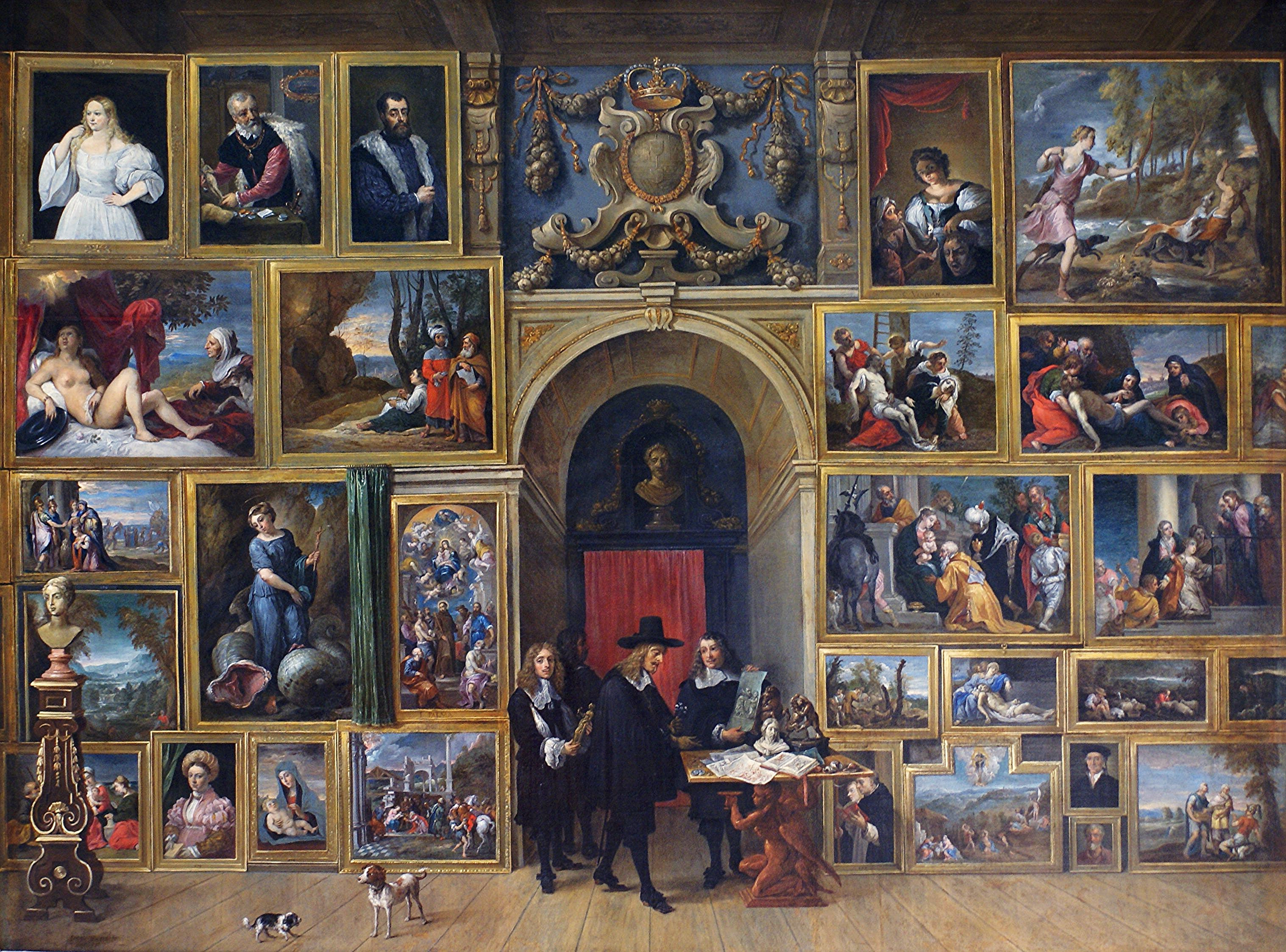
Musées royaux des beaux-arts de Belgique, Bruxelles, 1651
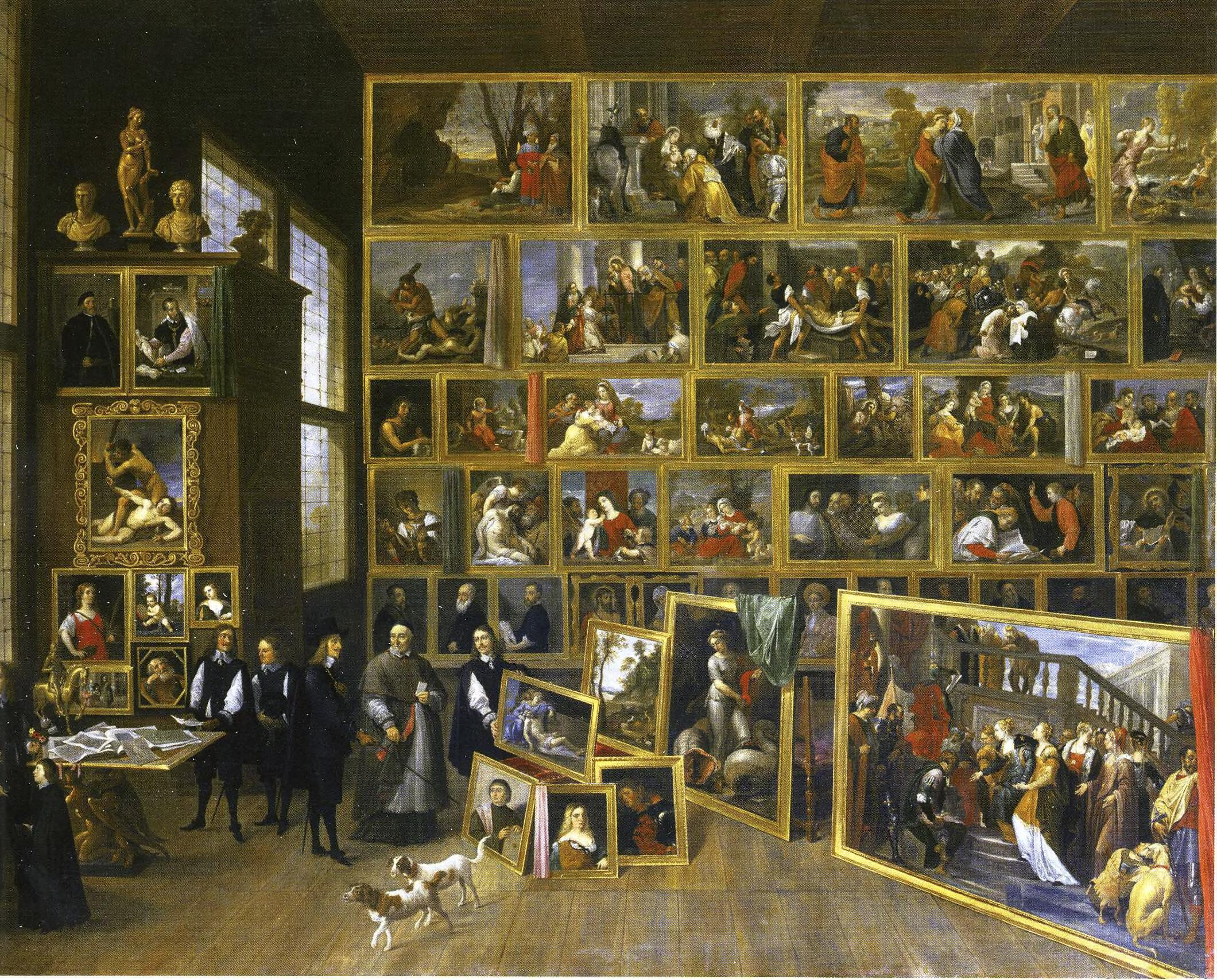
Petworth House, Petworth, 1651
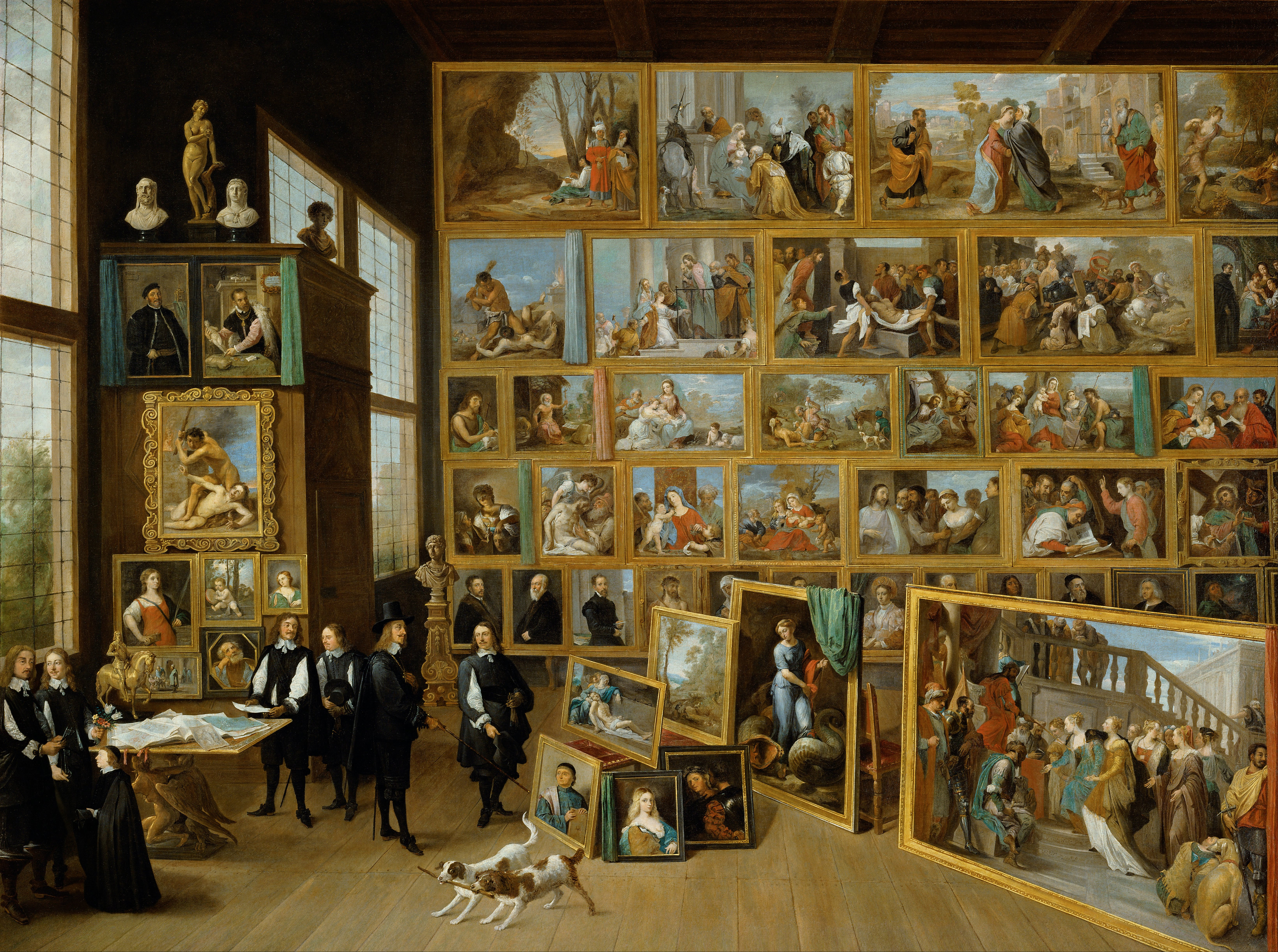
Vienne, Kunsthistorisches Museum, vers 1651
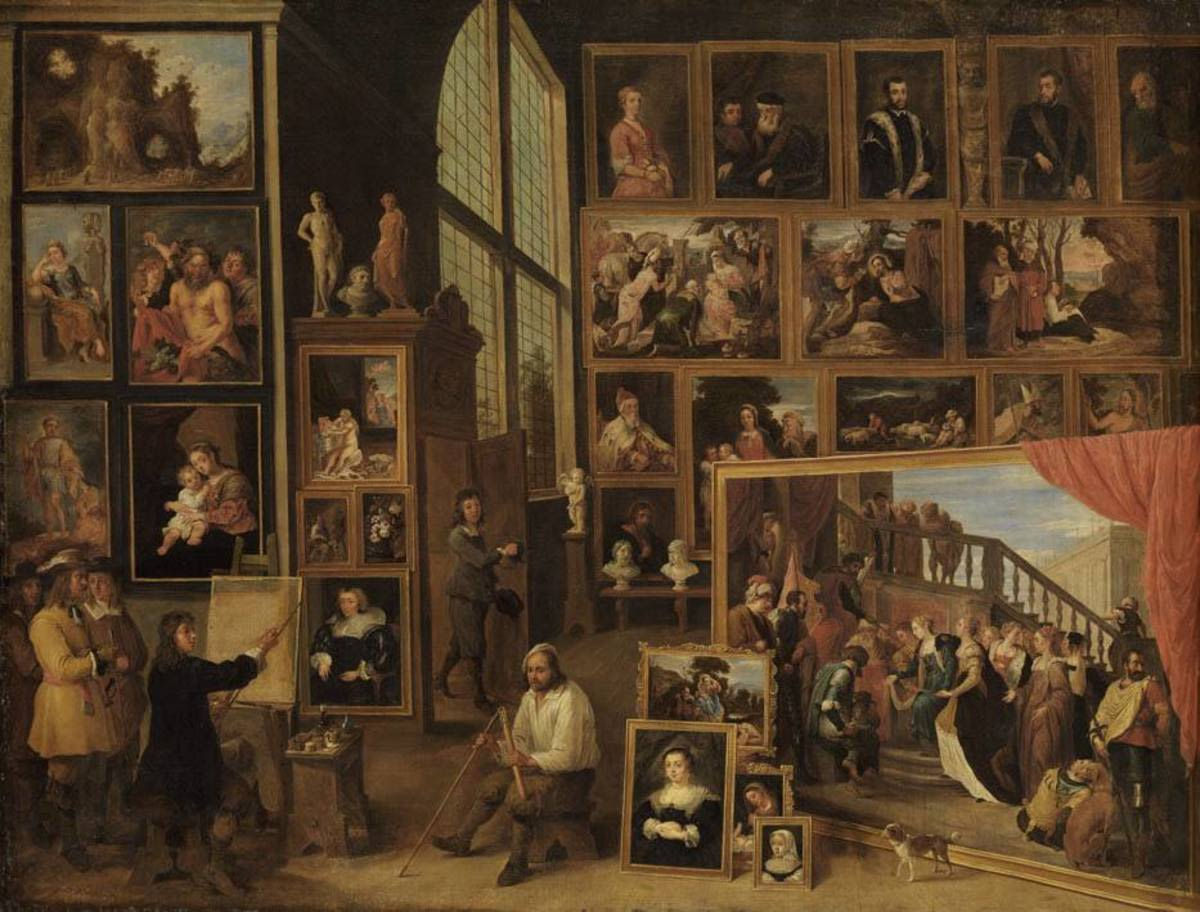
Château de Schleissheim, Schleißheim, après 1651
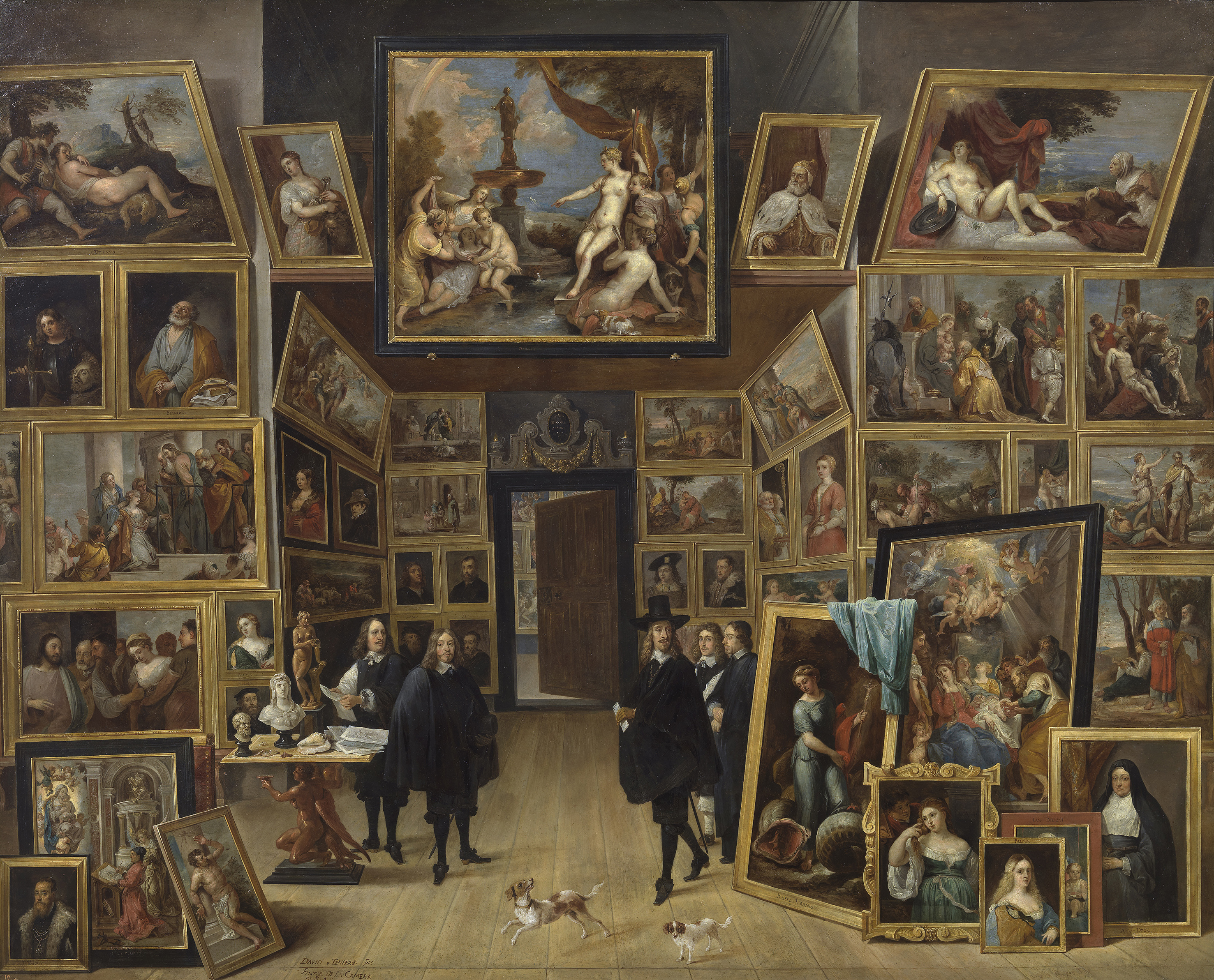
Madrid, Musée du Prado, 1647-1653
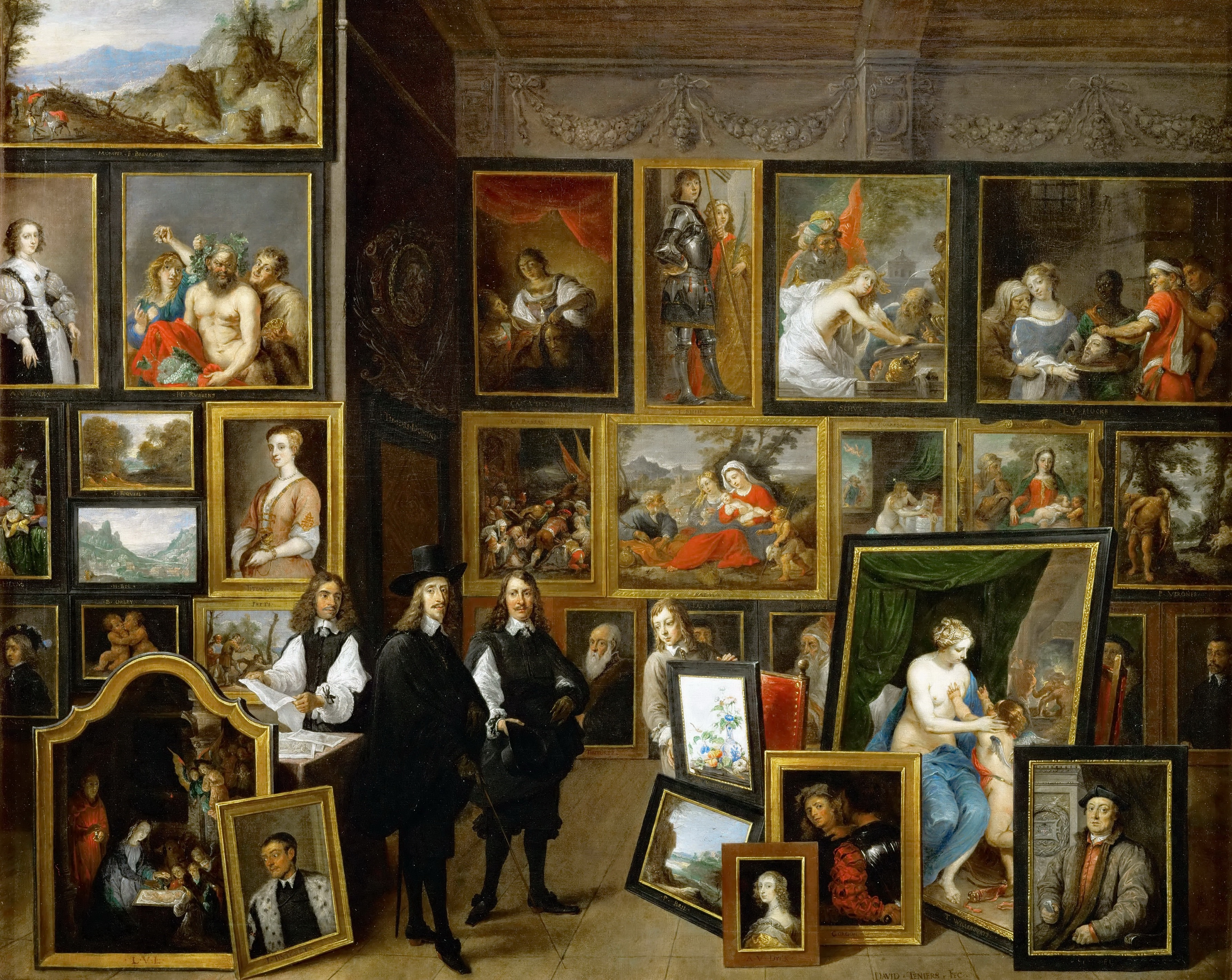
Collection privée, 1653
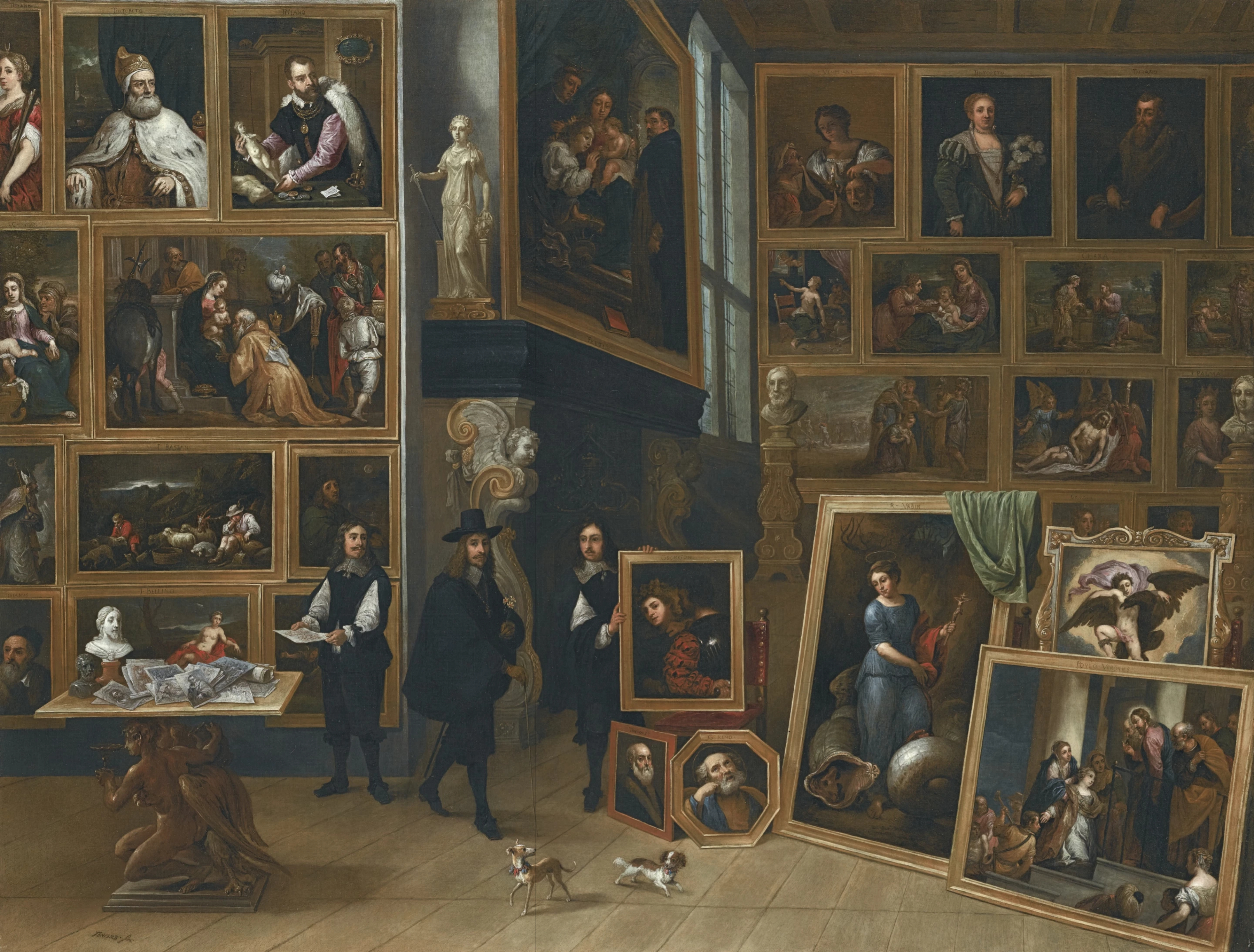
Collection privée, 1653-1656
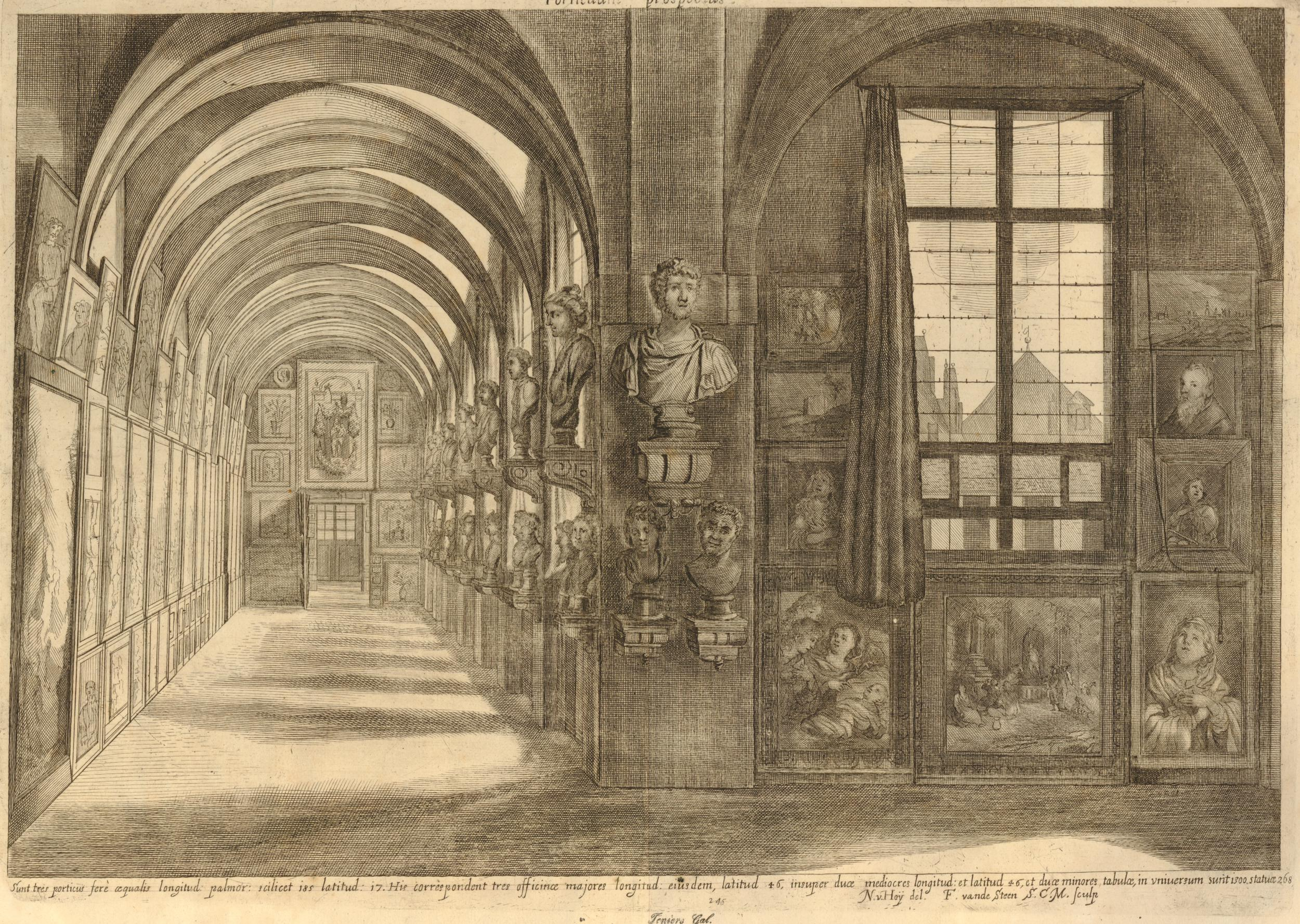
Vue de la galerie gravée par Nikolaus van Hoy dans l'édition de 1673 du Theatrum pictorium

## Réalisation de l'ouvrage
Teniers a employé une équipe de 12 graveurs pour reproduire les 243 peintures dans le Theatrum pictorium. Il réalise de petites copies à l'huile d'environ 17 sur 25 centimètres de chacune des peintures, à partir desquelles les graveurs travaillent. 120 d'entre elles ont été vendus aux enchères lors de la succession de John Spencer-Churchill, 7e Duc de Marlborough, en 1886. La Courtauld Gallery en conserve 14, le groupe le plus important en collection publique
Parmi les 12 graveurs, cinq ont plus particulièrement contribué à cette entreprise éditoriale :  Jan van Troyen avec 56 gravures, Lucas Vorsterman (52), Pieter van Lisebetten (40), Theodor van Kessel (27) et Coryn Boel (25) ; Johannes Popels a réalisé cinq gravures.
Les œuvres mentionnées dans le Theatrum pictorium et conservées sont généralement au Kunsthistorisches Museum ; les modelli pour les gravures ont été perdus ou sont conservés dans d'autres collections. Les gravures comportent les dimensions des tableaux originaux, même si elles sont souvent ajustées afin de d'utiliser au mieux les possibilités de la page. Ces dimensions figurent sous la forme : "4 alta 3 lata", ce qui signifie : 4 mains de haut et 3 de large, comme pour le tableau de Bassano : Garçon avec une flûte .

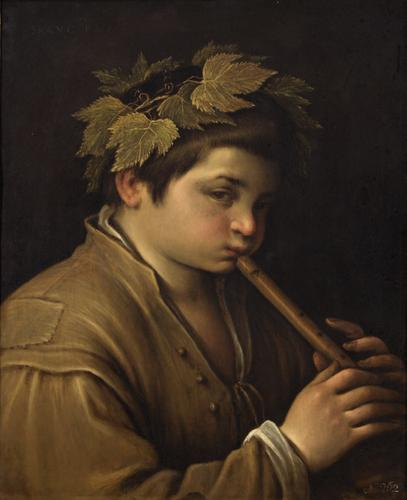
Francesco Bassano le Jeune, Vienne, Kunsthistorisches Museum
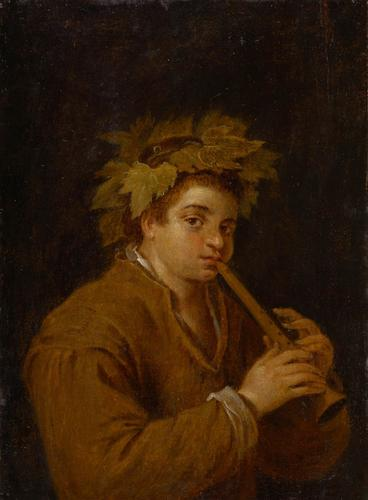
Modello de David Teniers d'après Bassano, Vienne, Kunsthistorisches Museum
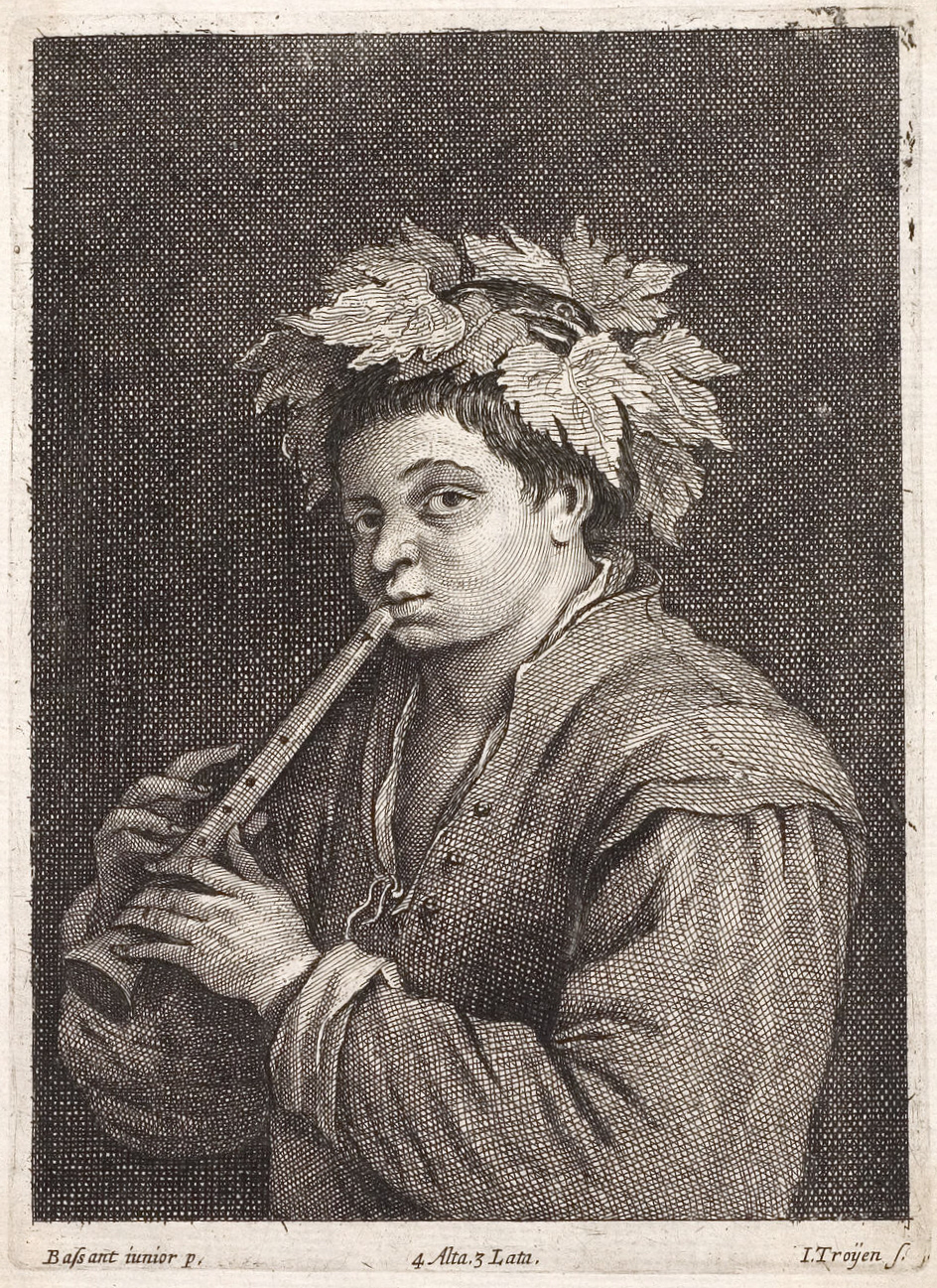
Gravure de la première édition du Theatrum Pictorium par Jan van Troyen

## Liste des œuvres représentées
| Gravure | Tableau ou modello | Graveur                                      | Peintre et œuvre | Date                       | Lieu de conservation                                    | N° d'inventaire |
| ------- | ------------------ | -------------------------------------------- | --- | -------------------------- | ------------------------------------------------------- | --------------- |
|         |                    | Jan van Troyen                               | David Teniers, Frontispice | 1670                       | Collection privée                                       |                 |
|         |                    | Jan van Troyen                               | Raphael, Sainte Marguerite | vers 1518                  | Vienne, Kunsthistorisches Museum                        | GG_171          |
|         |                    | Nikolaus van Hoy                             | Girolamo da Treviso, Le Christ et la Samaritaine au puits                                                                            | 1525                       | Vienne, Kunsthistorisches Museum                        | GG_128          |
|         |                    | Lucas Vorsterman                             | Antonello de Messine, Saint Nicolas de Bari et sainte Lucie, partie gauche du Retable de San Cassiano                                | 1475-1476                  | Vienne, Kunsthistorisches Museum                        | GG_7727         |
|         |                    | Peter van Lisebetten                         | Antonello de Messine, Vierge à l'Enfant, partie centrale du Retable de San Cassiano                                                  | 1475-1476                  | Vienne, Kunsthistorisches Museum                        | GG_2574         |
|         |                    | Jan Popels                                   | David Teniers le Jeune, modello d'après une partie disparue du retable de San Cassiano d'Antonello de Messine                        | 1656                       | Courtauld Gallery                                       | P.1978.PG.439   |
|         |                    | Jan Popels                                   | Giovanni Bellini, Jeune Femme à sa toilette                                                                                          | 1515                       | Kunsthistorisches Museum                                | GG_97           |
|         |                    | Peter van Lisebetten                         | Palma il Vecchio, Vénus allongée dans un paysage                                                                                     | 1656                       | Collection privée                                       |                 |
|         |                    | Lucas Vorsterman                             | David Teniers le Jeune Saint Sébastien, modello d'après une partie disparue du retable de San Cassiano d'Antonello de Messine        | vers 1660                  | Kunsthistorisches Museum                                | GG_6784         |
|         |                    | Coryn Boel                                   | Marco Basaiti, Vocation des fils de Zébédée                                                                                          | 1515                       | Kunsthistorisches Museum                                | GG_116          |
|         |                    | Coryn Boel                                   | Jan Swart van Groningen, Ganymède | 1560                       | Collection privée                                       |                 |
|         |                    | Nikolaus van Hoy et Franciscus van der Steen | d'après Michel Ange, La rêve de la vie                                                                                               | après 1533                 | National Gallery                                        | NG8             |
|         |                    | Lucas Vorsterman                             | Vincenzo Catena, Judith | 1520-1525                  | Venise, Pinacothèque Querini Stampalia                  |                 |
|         |                    | Jan van Troyen                               | Giovanni Gerolamo Savoldo, Apôtre ou Philosophe                                                                                      | vers 1520                  | Vienne, Kunsthistorisches Museum                        | GG_2633         |
|         |                    | Lucas Vorsterman                             | Giorgione, Homme avec un violon dans un paysage                                                                                      | 1656                       | Collection privée                                       |                 |
|         |                    | Lucas Vorsterman                             | Palma il Vecchio, Saint Jean évangéliste                                                                                             | 1526-1528                  | Vienne, Kunsthistorisches Museum                        | GG_57           |
|         |                    | Coryn Boel                                   | d'après Giorgione, Tarquin et Lucrèce ?                                                                                              |                            |                                                         |                 |
|         |                    | Theodor van Kessel                           | David Teniers, modello d'après Giorgione, L'enlèvement d'Europe                                                                      | 1655                       | Art Institute of Chicago                                | 1936.125        |
|         |                    | Theodor van Kessel                           | Polidoro da Lanciano, Le Christ à Béthanie                                                                                           | vers 1530                  | Kunsthistorisches Museum                                | GG_51           |
|         |                    | Jan van Troyen                               | Giorgione, Trois philosophes dans un paysage                                                                                         | 1508-1509                  | Vienne, Kunsthistorisches Museum                        | GG_111          |
|         |                    | Theodor van Kessel                           | David Teniers, modello d'après Giorgione, La découverte de Pâris                                                                     | 1656                       | Bruxelles, Musées royaux des beaux-arts de Belgique     | 12206           |
|         |                    | Theodor van Kessel                           | École vénitienne, L'Ascension, attribué à Giorgione                                                                                  | 1520                       | Vienne, Kunsthistorisches Museum                        | GG_347          |
|         |                    | Jan van Troyen                               | Titien, Il bravo ; attribué à Giorgione                                                                                              | 1520                       | Vienne, Kunsthistorisches Museum                        | GG_64           |
|         |                    | Jan van Troyen                               | Giorgione, Un soldat | 1505                       | Vienne, Kunsthistorisches Museum                        | GG_1526         |
|         |                    | Lucas Vorsterman                             | Giorgione, David avec la tête de Goliath                                                                                             | 1510                       | Vienne, Kunsthistorisches Museum                        | GG_74           |
|         |                    | Jan van Troyen                               | atelier de Jules Romain, Pluton sur son char                                                                                         | 1532-1536                  | Vienne, Kunsthistorisches Museum                        | GG_157          |
|         |                    | Jan van Troyen                               | Bernardino Luini, Salomé avec la tête de Jean Baptiste ; attribué à Léonard de Vinci                                                 | 1re moitié du XVIe siècle  | Vienne, Kunsthistorisches Museum                        | GG_190          |
|         |                    | Jan van Troyen                               | Andrea Mantegna, Saint Sébastien | 1470                       | Vienne, Kunsthistorisches Museum                        | GG_301          |
|         |                    | Jan van Troyen                               | Bartolomeo Schedoni, Marie Madeleine pénitente : attribué au Corrège                                                                 | 1602-1607                  | Vienne, Kunsthistorisches Museum                        | GG_1615         |
|         |                    | Theodor van Kessel                           | David Teniers, Toilette de Vénus, modello ; attribué au Corrège                                                                      | vers 1655                  | Philadelphia Museum of Art                              | Cat. 696        |
|         |                    | Coryn Boel                                   | David Teniers, La vieillesse à la recherche de la jeunesse, modello ; attribué au Corrège                                            | vers 1655                  | New York, Metropolitan Museum of Art                    | 1975.1.126      |
|         |                    | Nikolaus van Hoy et Franciscus van der Steen | Franciabigio, Sainte Famille ; attribué à Andrea del Sarto                                                                           | 1515-1520                  | Vienne, Kunsthistorisches Museum                        | GG_206          |
|         |                    | Dominicus Claessens                          | Giulio Cesare Procaccini, Vierge à l'Enfant avec saint Jean Baptiste                                                                 | 1610-1620                  | Vienne, Kunsthistorisches Museum                        | GG_1617         |
|         |                    | Nikolaus van Hoy                             | Sainte Famille ; non localisé ; attribué à « Barotius » : Federico Barocci                                                           |                            |                                                         |                 |
|         |                    | Nikolaus van Hoy et Jan van Ossenbeeck       | Homme et femme blessée d'une flèche dans un paysage ; non localisé : attribué à « Polidor » : Polidoro da Caravaggio ?               |                            |                                                         |                 |
|         |                    | Coryn Boel                                   | David Teniers, Adam et Ève, modello ; attribué à « Padovanino » : Alessandro Varotari                                                | vers 1655                  | New York, Metropolitan Museum of Art                    | 1975.1.127      |
|         |                    | Jan van Troyen                               | Alessandro Varotari, Judith avec la tête d'Holopherne                                                                                | avant 1636                 | Vienne, Kunsthistorisches Museum                        | GG_80           |
|         |                    | Peter van Lisebetten                         | Moïse frappant le rocher : non localisé ; attribué au Primatice                                                                      |                            |                                                         |                 |
|         |                    | Jan van Troyen                               | Carlo Saraceni, Judith avec la tête d'Holopherne                                                                                     | 1610-1615                  | Vienne, Kunsthistorisches Museum                        | GG_41           |
|         |                    | Peter van Lisebetten                         | Annibal Carrache, Pieta | vers 1603                  | Vienne, Kunsthistorisches Museum                        | GG_230          |
|         |                    | Jan van Troyen                               | David Teniers, Cupidon vainqueur de Pan, modello ; attribué à / Annibal Carrache                                                     | 1655-1656                  | Londres, Courtauld Gallery                              | P.1978.PG.431   |
|         |                    | Theodor van Kessel                           | Annibal Carrache, Le Christ et la Samaritaine                                                                                        | 1604-1605                  | Vienne, Kunsthistorisches Museum                        | GG_267          |
|         |                    | Theodor van Kessel                           | Le Christ et la femme adultère ; non localisé ; attribué à « Carats » : Annibal Carrache                                             |                            |                                                         |                 |
|         |                    | Jan van Troyen                               | Le voile de Véronique ; non localisé ; attribué à F. Mantua : Domenico Fetti                                                         |                            |                                                         |                 |
|         |                    | Peter van Lisebetten                         | Sainte Famille ; non localisé ; attribué à « Polidor de Venise » : Polidoro da Lanciano                                              |                            |                                                         |                 |
|         |                    | Peter van Lisebetten                         | Sainte Famille ; non localisé ; attribué à « Polidor de Venise » : Polidoro da Lanciano                                              |                            |                                                         |                 |
|         |                    | Peter van Lisebetten                         | Sainte Famille ; non localisé ; attribué à « Polidor de Venise » : Polidoro da Lanciano                                              |                            |                                                         |                 |
|         |                    | Peter van Lisebetten                         | Sainte Famille ; non localisé ; attribué à « Polidor de Venise » : Polidoro da Lanciano                                              |                            |                                                         |                 |
|         |                    | Jan van Troyen                               | Sainte Famille avec saint Jean Baptiste ; non localisé ; attribué à « Polidor de Venise » : Polidoro da Lanciano                     |                            |                                                         |                 |
|         |                    | Nikolaus van Hoy                             | Portrait d'homme ; attribué au Titien                                                                                                |                            |                                                         |                 |
|         |                    | Lucas Vorsterman                             | Titien, Salomé avec la tête de Jean Baptiste                                                                                         | vers 1570                  | Collection privée                                       |                 |
|         |                    | Lucas Vorsterman                             | Portrait d'homme âgé ; attribué au Titien                                                                                            |                            |                                                         |                 |
|         |                    | Lucas Vorsterman                             | École vénitienne, Portrait d'un homme barbu ; attribué au Titien                                                                     | vers 1560                  | Vienne, Kunsthistorisches Museum                        | GG_315          |
|         |                    | Jan van Troyen                               | Giampietro Silvio (it), Portrait d'un homme tenant une lettre ; attribué au Titien                                                   | 1542                       | Vienne, Kunsthistorisches Museum                        | GG_1537         |
|         |                    | Jan van Troyen                               | Portrait d'homme ; non localisé ; attribué au Titien                                                                                 |                            |                                                         |                 |
|         |                    | Lucas Vorsterman                             | École vénitienne ?, Portrait d'un homme avec un béret ; attribué au Titien                                                           | 1538                       | Vienne, Kunsthistorisches Museum                        | GG_1552         |
|         |                    | Jan van Troyen                               | Titien, Portrait du médecin Gian Giacomo Bartolotti de Parme                                                                         | vers 1518                  | Vienne, Kunsthistorisches Museum                        | GG_94           |
|         |                    | Lucas Vorsterman                             | École vénitienne, Sainte Catherine : attribué au Titien                                                                              | 1625                       | Vienne, Kunsthistorisches Museum                        | GG_59           |
|         |                    | Lucas Vorsterman                             | Giovanni Battista Moroni, Portrait du sculpteur Alessandro Vittoria ; attribué au Titien                                             | 1552-1553                  | Vienne, Kunsthistorisches Museum                        | GG_78           |
|         |                    | Peter van Lisebetten                         | Titien, Nymphe et berger | 1570s                      | Vienne, Kunsthistorisches Museum                        | GG_1825         |
|         |                    | Nikolaus van Hoy et Franciscus van der Steen | Titien, Sainte Famille avec un donateur                                                                                              | 1513-1514                  | Munich, Alte Pinakothek                                 | 977             |
|         |                    | Lucas Vorsterman                             | Titien, Vierge aux cerises | vers 1515                  | Vienne, Kunsthistorisches Museum                        | GG_118          |
|         |                    | Theodor van Kessel                           | Titien, Le repos pendant la fuite en Égypte                                                                                          | vers 1512                  | Longleat House, Wiltshire, Grande-Bretagne              |                 |
|         |                    | Peter van Lisebetten                         | Titien, Vierge à l'Enfant | vers 1511                  | Vienne, Kunsthistorisches Museum                        | GG_95           |
|         |                    | Peter van Lisebetten                         | David Teniers, Vierge à l'Enfant avec sainte Dorothée, modello d'après le Titien                                                     | 1655-1656                  | Paris, Musée du Louvre                                  | MI 1005         |
|         |                    | Lucas Vorsterman                             | David Teniers the Younger, Vierge à l'Enfant avec saint Louis de Toulouse, modello d'après Polidoro da Lanciano ; attribué au Titien | vers 1658                  | Collection privée                                       |                 |
|         |                    | Jan van Troyen                               | Titien, Le Christ et la femme adultère                                                                                               | 1512-1515                  | Vienne, Kunsthistorisches Museum                        | GG_114          |
|         |                    | Peter van Lisebetten                         | Titien, Vierge à l'Enfant avec saints                                                                                                | vers 1520                  | Vienne, Kunsthistorisches Museum                        | GG_93           |
|         |                    | Coryn Boel                                   | David Teniers the Younger, l'Enlèvement d'Europe, modello d'après Titien                                                             | 1654-1656                  | Art Institute of Chicago                                | 1936.124        |
|         |                    | Coryn Boel                                   | L'Adoration des bergers ; non localisé ; attribué au Titien                                                                          |                            |                                                         |                 |
|         |                    | Nikolaus van Hoy et Franciscus van der Steen | Titien, Madone aux roses | vers 1530                  | Florence, Musée des Offices                             | 952             |
|         |                    | Peter van Lisebetten                         | Le Christ à Emmaüs ; non localisé ; attribué à Titien                                                                                |                            |                                                         |                 |
|         |                    | Peter van Lisebetten                         | Titien, La mort d'Actéon | 1559                       | Londres, National Gallery                               | NG6420          |
|         |                    | Peter van Lisebetten                         | David Teniers, Danaé, modello d'après Titien                                                                                         | 1656                       | Collection privée                                       |                 |
|         |                    | Nikolaus van Hoy et Franciscus van der Steen | Titien, Portrait d'Isabelle d'Este                                                                                                   | 1534-1536                  | Vienne, Kunsthistorisches Museum                        | GG_83           |
|         |                    | Lucas Vorsterman                             | Lorenzo Lotto, Portrait d'un homme tenant une patte de lion ; attribué à Titien                                                      | vers 1527                  | Vienne, Kunsthistorisches Museum                        | GG_265          |
|         |                    | Theodor van Kessel                           | Titien, L'Adoration des mages | vers 1560                  | Kunsthistorisches Museum                                | GG_98           |
|         |                    | Jan van Troyen                               | Titien, Ecce homo |                            | Sibiu (Roumanie), Musée Brukenthal                      | 3186            |
|         |                    | Lucas Vorsterman                             | Tintoretto, Portrait d'une jeune femme ; attribué à Titien                                                                           | 1553-1555                  | Vienne, Kunsthistorisches Museum                        | GG_48           |
|         |                    | Peter van Lisebetten                         | École vénitienne, Enfant jouant du tambourin ; attribué à Titien                                                                     | 1510                       | Vienne, Kunsthistorisches Museum                        | GG_96           |
|         |                    | Jan van Troyen                               | Titien, Portrait du fils de Francesco Filetto                                                                                        | 1538-1540                  | Vienne, Kunsthistorisches Museum                        | GG_84           |
|         |                    | Jan Popels                                   | Andrea Schiavone, Femme agenouillée avec un enfant ; attribué à Titien                                                               | 1562                       | Vienne, Kunsthistorisches Museum                        | GG_2364         |
|         |                    | Lucas Vorsterman                             | Portrait d'un homme ; non localisé ; attribué à Titien                                                                               |                            |                                                         |                 |
|         |                    | Jan van Troyen                               | École vénitienne, Lucrèce se donnant le mort ; attribué à Titien                                                                     | vers 1570                  | Vienne, Kunsthistorisches Museum                        | GG_1571         |
|         |                    | Lucas Vorsterman                             | Titien, Portrait de Francesco Filetto                                                                                                | 1538                       | Vienne, Kunsthistorisches Museum                        | GG_72           |
|         |                    | Lucas Vorsterman                             | Lambert Sustris, Portrait d'homme ; attribué à Titien                                                                                | 1555-1560                  | Vienne, Kunsthistorisches Museum                        | GG_77           |
|         |                    | Lucas Vorsterman                             | Femme avec un chien et une flèche ; non localisé ; attribué à Titien                                                                 |                            |                                                         |                 |
|         |                    | Lucas Vorsterman                             | Titien, Portrait de Benedetto Varchi                                                                                                 | 1540                       | Vienne, Kunsthistorisches Museum                        | GG_91           |
|         |                    | Lucas Vorsterman                             | Titien, Portrait de Fabrizio Salvaresio                                                                                              | 1558                       | Vienne, Kunsthistorisches Museum                        | GG_1605         |
|         |                    | Lucas Vorsterman                             | David Teniers, Portrait d'un homme assis, modello d'après Titien                                                                     | 1651-1653                  | Collection privée                                       |                 |
|         |                    | Jan van Troyen                               | Titien, Portrait de sa fille Lavinia                                                                                                 | vers 1565                  | Vienne, Kunsthistorisches Museum                        | GG_3379         |
|         |                    | Lucas Vorsterman                             | Titien, Portrait de Jacopo Strada | 1567-1568                  | Vienne, Kunsthistorisches Museum                        | GG_81           |
|         |                    | Lucas Vorsterman                             | Titien, Vénus se regardant dans un miroir tenu par Cupidon                                                                           | 1555-1560                  | Cologne, Musée Wallraf Richartz                         | WRM 332         |
|         |                    | Lucas Vorsterman                             | David Teniers, Jeune femme tenant une hermine, modello d'après Titien                                                                | 1653                       | Collection privée                                       |                 |
|         |                    | Lucas Vorsterman                             | Titien, Homme avec un manteau bordé d'hermine                                                                                        | vers 1560                  | Vienne, Kunsthistorisches Museum                        | GG_76           |
|         |                    | Theodor van Kessel                           | Titien, Diane et Callisto | vers 1566                  | Vienne, Kunsthistorisches Museum                        | GG_71           |
|         |                    | Lucas Vorsterman                             | Palma le Jeune, Portrait du doge Niccolo da Ponte ; attribué à Tintoretto                                                            | vers 1580                  | Vienne, Kunsthistorisches Museum                        | GG_38           |
|         |                    | Lucas Vorsterman                             | École vénitienne, Portrait du doge Francesco Donato ; attribué à Tintoretto                                                          | vers 1580                  | Vienne, Kunsthistorisches Museum                        | GG_3062         |
|         |                    | Peter van Lisebetten                         | Titien, Le Christ au Mont des Oliviers ; attribué à Tintoretto                                                                       | vers 1561                  | Madrid, San Lorenzo de El Escorial, Escurial            |                 |
|         |                    | Peter van Lisebetten                         | Le Christ dans un paysage ; non localisé ; attribué à Tintoretto                                                                     |                            |                                                         |                 |
|         |                    | Lucas Vorsterman                             | Tintoretto, Vieil homme et enfant | vers 1565                  | Vienne, Kunsthistorisches Museum                        | GG_37           |
|         |                    | Jan van Troyen                               | Portrait de femme avec une fourrure d'hermine, d'après Titien ? ; attribué à Tintoretto                                              | 1re moitié du XVIIe siècle | Collection privée                                       |                 |
|         |                    | Lucas Vorsterman                             | Tintoretto, Portrait d'un homme barbu                                                                                                | vers 1570                  | Vienne, Kunsthistorisches Museum                        | GG_25           |
|         |                    | Lucas Vorsterman                             | Portrait d'homme ; non localisé ; attribué à Tintoretto                                                                              |                            |                                                         |                 |
|         |                    | Theodor van Kessel                           | Scène pastorale ; non localisé ; attribué à Tintoretto                                                                               |                            |                                                         |                 |
|         |                    | Nikolaus van Hoy                             | Tintoretto, Apollon et les Muses | vers 1580                  | Indianapolis, Museum of Art                             | 2014.82         |
|         |                    | Nikolaus van Hoy et Jan van Ossenbeeck       | Lodewijk Toeput, La récolte de la manne ; attribué à Tintoretto                                                                      | vers 1580                  | Vienne, Kunsthistorisches Museum                        | GG_2524         |
|         |                    | Nikolaus van Hoy et Jan van Ossenbeeck       | La fuite en Égypte ; non localisé ; attribué à Tintoretto                                                                            |                            |                                                         |                 |
|         |                    | Peter van Lisebetten                         | Tintoretto, La descente de croix | 1547                       | Vienne, Kunsthistorisches Museum                        | GG_1565         |
|         |                    | Jan van Troyen                               | David Teniers, Le Christ et Lazare, modello d'après Le Pordenone                                                                     | 1656                       | Collection privée                                       |                 |
|         |                    | Peter van Lisebetten                         | Tintoretto, Saint Nicolas ; attribué à Paolo Veronese                                                                                | vers 1555                  | Vienne, Kunsthistorisches Museum                        | GG_1544         |
|         |                    | Coryn Boel                                   | Paolo Veronese, Saint Jean Baptiste                                                                                                  | vers 1580                  | Vienne Kunsthistorisches Museum                         | GG_1545         |
|         |                    | Nikolaus van Hoy et Franciscus van der Steen | Paolo Veronese, Judith et Holopherne                                                                                                 | 1580                       | Vienne, Kunsthistorisches Museum                        | GG_34           |
|         |                    | Theodor van Kessel                           | Paolo Veronese, Saint Sébastien | 1565                       | Vienne, Kunsthistorisches Museum                        | GG_1538         |
|         |                    | Coryn Boel                                   | Paolo Veronese, Hercule, Déjanire et le centaure Nessus                                                                              | vers 1586                  | Vienne, Kunsthistorisches Museum                        | GG_1525         |
|         |                    | Theodor van Kessel                           | Paolo Veronese, Vénus et Adonis | vers 1586                  | Vienne, Kunsthistorisches Museum                        | GG_1527         |
|         |                    | Peter van Lisebetten                         | Paolo Veronese, L'Ascension | vers 1580                  | Vienne, Kunsthistorisches Museum                        | GG_1542         |
|         |                    | Jan van Troyen                               | Paolo Veronese, Adam et Ève après l'expulsion du Paradis                                                                             | 1580-1588                  | Vienne, Kunsthistorisches Museum                        | GG_1514         |
|         |                    | Peter van Lisebetten                         | Paolo Veronese et son atelier, Le sacrifice d'Isaac                                                                                  | 1580-1588                  | Vienne, Kunsthistorisches Museum                        | GG_3825         |
|         |                    | Peter van Lisebetten                         | Paolo Veronese, Le mariage mystique de sainte Catherine                                                                              | vers 1590                  | Vienne, Kunsthistorisches Museum                        | GG_1529         |
|         |                    | Jan van Troyen                               | Paolo Veronese, Vierge à l'Enfant avec sainte Lucie, sainte Catherine et deux religieuses                                            | 1580s                      | Vienne, Kunsthistorisches Museum                        | GG_50           |
|         |                    | Theodor van Kessel                           | La flagellation du Christ ; non localisé ; attribué à Véronese                                                                       |                            |                                                         |                 |
|         |                    | Jan van Troyen                               | Paolo Veronese, L'Adoration des mages,                                                                                               | 1580-1588                  | Vienne, Kunsthistorisches Museum                        | GG_1515         |
|         |                    | Jan van Troyen                               | Paolo Veronese, Résurrection de la fille de Jaïre                                                                                    | vers 1570                  | Kunsthistorisches Museum                                | GG_52           |
|         |                    | Wencelaus Hollar                             | Paolo Veronese, Esther devant Assuréus                                                                                               | vers 1555                  | Florence, Galerie des Offices                           | 912             |
|         |                    | Theodor van Kessel                           | Andrea Schiavone, Apollon et Eros | 1542-1544                  | Vienne, Kunsthistorisches Museum                        | GG_115          |
|         |                    | Coryn Boel                                   | David Teniers, Vénus et Adonis, modello ; attribué à Andrea Schiavone                                                                | 1655-1655                  | Philafelphie, Museum of Art                             | Cat. 695        |
|         |                    | Theodor van Kessel                           | Andrea Schiavone, Jupiter nourri parla chèvre Amalthée                                                                               | 1542-1544                  | Vienne, Kunsthistorisches Museum                        | GG_1991         |
|         |                    | Theodor van Kessel                           | Andrea Schiavone, Apollon et Daphné                                                                                                  | 1542-1544                  | Vienne, Kunsthistorisches Museum                        | GG_356          |
|         |                    | Conrad Lauwers                               | Vierge à l'Enfant, avec saint Jean Baptiste et sainte Anne ; non localisé ; attribué à Andrea Schiavone                              |                            |                                                         |                 |
|         |                    | Conrad Lauwers                               | David Teniers, Énée fuyant Troie, modello d'après Andrea Schiavone                                                                   | 1655-1656                  | Londres, Courtauld Gallery                              | P.1978.PG.430   |
|         |                    | Theodor van Kessel                           | Andrea Schiavone, La naissance de Jupiter                                                                                            | vers 1543                  | Vienne, Kunsthistorisches Museum                        | GG_1986         |
|         |                    | Jan Popels                                   | Andrea Schiavone, Le Christ mort | vers 1550                  | Dresde, Gemäldegalerie Alte Meister                     | Gal.-Nr. 274    |
|         |                    | Coryn Boel                                   | Andrea Schiavone, L'Adoration des bergers                                                                                            | vers 1560                  | Vienne, Kunsthistorisches Museum                        | GG_47           |
|         |                    | Quirijn Boel                                 | Andrea Schiavone, Énée prend congé de Didon                                                                                          | 1555-1560                  | Vienne, Kunsthistorisches Museum                        | GG_5818         |
|         |                    | Coryn Boel                                   | Andrea Schiavone, Manius Curius Dentatus refusant les présents des Samnites                                                          | 1555-1560                  | Vienne, Kunsthistorisches Museum                        | GG_1568         |
|         |                    | Coryn Boel                                   | Andrea Schiavone, Didon et Énée | 1555-1560                  | Vienne, Kunsthistorisches Museum                        | GG_5816         |
|         |                    | Quirijn Boel                                 | Andrea Schiavone, | 1558                       | Vienne, Kunsthistorisches Museum                        | GG_1558         |
|         |                    | Jan van Troyen                               | Andrea Schiavone, Le Christ devant Pilate                                                                                            | vers 1558                  | Vienne, Kunsthistorisches Museum                        | GG_1516         |
|         |                    | Peter van Lisebetten                         | Andrea Schiavone, Sainte Famille avec sainte Catherine et saint Jean Baptiste                                                        | 1552                       | Vienne, Kunsthistorisches Museum                        | GG_325          |
|         |                    | Jan van Troyen                               | Cercle de José de Ribera, Jésus et les docteurs de la foi                                                                            | 1630                       | Vienne, Kunsthistorisches Museum                        | GG_326          |
|         |                    | Lucas Vorsterman                             | José de Ribera, Saint Pierre pénitent                                                                                                | 1600-1649                  | Vienne, Kunsthistorisches Museum                        | GG_345          |
|         |                    | Nikolaus van Hoy                             | Saint Sébastien ; non localisé ; d'après Jacopo Bassano                                                                              |                            |                                                         |                 |
|         |                    | Lucas Vorsterman                             | Le Christ portant la croix et Véronique ; non localisé ; d'après Jacopo Bassano                                                      |                            |                                                         |                 |
|         |                    | Lucas Vorsterman                             | Leandro Bassano, Sainte Claire | vers 1590                  | Vienne, Kunsthistorisches Museum                        | GG_43           |
|         |                    | Lucas Vorsterman                             | Leandro Bassano, Saint François | vers 1590                  | Vienne, Kunsthistorisches Museum                        | GG_42           |
|         |                    | Theodor van Kessel                           | La Résurrection ; non localisé ; d'après Leandro Bassano                                                                             |                            |                                                         |                 |
|         |                    | Jan van Troyen                               | David Teniers, L'Ascension, modello d'après Leandro Bassano                                                                          | 1655-1656                  | Londres, Wallace Collection                             | P635            |
|         |                    | Jan van Troyen                               | Leandro Bassano, Portrait d'un Prémontré                                                                                             | vers 1605                  | Vienne, Kunsthistorisches Museum                        | GG_20           |
|         |                    | Jan van Troyen                               | Francesco Bassano le Jeune, Garçon jouant de la flûte                                                                                | vers 1583                  | Vienne, Kunsthistorisches Museum                        | GG_8            |
|         |                    | Coryn Boel                                   | David Teniers, Bergers et moutons, modello ; attribué à Jacopo Bassano                                                               | vers 1650                  | New York, Metropolitan Museum of Art                    | 89.15.22        |
|         |                    | Coryn Boel                                   | Francesco Bassano le Jeune, Le bon Samaritain ; attribué à Jacopo Bassano                                                            | vers 1575                  | Vienne, Kunsthistorisches Museum                        | GG_12           |
|         |                    | Theodor van Kessel                           | Jacopo Bassano, L'Adoration des Mages                                                                                                | 1563-1564                  | Vienne, Kunsthistorisches Museum                        | GG_361          |
|         |                    | Coryn Boel                                   | Leandro Bassano, La Tour de Babel | vers 1600                  | Londres, National Gallery                               | NG60            |
|         |                    | Nikolaus van Hoy et Jan van Ossenbeeck       | Francesco Bassano le Jeune, Orphée charmant les animaux [vers 1580                                                                   | Collection privée          |                                                         |                 |
|         |                    | Theodor van Kessel                           | Gerolamo Bassano, Portement de croix ; attribué à Jacopo Bassano                                                                     | 1592                       | Vienne, Kunsthistorisches Museum                        | GG_1869         |
|         |                    | Nikolaus van Hoy et Jan van Ossenbeeck       | Francesco Bassano le Jeune, le Printemps, avec l'expulsion du Paradis                                                                | vers 1575                  | Vienne, Kunsthistorisches Museum                        | GG_4303         |
|         |                    | Nikolaus van Hoy et Jan van Ossenbeeck       | Francesco Bassano le Jeune, L'Automne, avec Moise recevant les dix commandements                                                     | vers 1575                  | Vienne Kunsthistorisches Museum                         | GG_4304         |
|         |                    | Nikolaus van Hoy et Jan van Ossenbeeck       | Francesco Bassano le Jeune, L'Été, avec le sacrifice d'Isaac                                                                         | vers 1575                  | Vienne, Kunsthistorisches Museum                        | GG_4302         |
|         |                    | Nikolaus van Hoy                             | Scène pastorale ; non localisé ; attribué à Jacopo Bassano                                                                           |                            |                                                         |                 |
|         |                    | Theodor van Kessel                           | Francesco Bassano le Jeune, L'Adoration des bergers                                                                                  | vers 1589                  | Vienne, Kunsthistorisches Museum                        | GG_1581         |
|         |                    | Jan van Troyen                               | Francesco Bassano le Jeune, L'Été | 1585-1590                  | Vienne, Kunsthistorisches Museum                        | GG_4289         |
|         |                    | Jan van Troyen                               | David Teniers, Allégorie du printemps, modello d'après Jacopo Bassano                                                                | 1655-1656                  | Collection privée                                       |                 |
|         |                    | Jan van Troyen                               | David Teniers, Allégorie de l'Automne, modello d'après Jacopo Bassano                                                                | vers 1650                  | Collection privée                                       |                 |
|         |                    | Jan van Troyen                               | David Teniers, Allégorie de l'hiver, modello d'après Jacopo Bassano                                                                  | 16551656                   | Collection privée                                       |                 |
|         |                    | Coryn Boel                                   | Portement de croix ; non localisé ; attribué à « I. Cariani » (Giovanni Cariani ?)                                                   |                            |                                                         |                 |
|         |                    | Jan Popels                                   | Palma Vecchio, Saint Sébastien | 1527-1528                  | Vienne, Kunsthistorisches Museum                        | GG_2655         |
|         |                    | Jan Popels                                   | Palma Vecchio, Saint Jean Baptiste                                                                                                   | vers 1528                  | Vienne, Kunsthistorisches Museum                        | GG_35           |
|         |                    | Jan Popels                                   | Palma Vecchio, Saint Roch | 1527-1528                  | Vienne, Kunsthistorisches Museum                        | GG_2654         |
|         |                    | Coryn Boel                                   | Palma il Giovane, Saint Jérôme | début XVIIe siècle         | Vienne, Kunsthistorisches Museum                        | GG_2604         |
|         |                    | Theodor van Kessel                           | David, Marie Madeleine pénitente, modello d'après Palma il Giovane                                                                   | 1656                       | Londres, Courtauld Gallery                              | P.1978.PG.440   |
|         |                    | Jan van Troyen                               | Saint Jean Baptiste ; non localisé ; attribué à Palma il Giovane                                                                     |                            |                                                         |                 |
|         |                    | Peter van Lisebetten                         | David Teniers, Sainte Marie l'Égyptienne, modello d'après Palma il Giovane                                                           | 16551656                   | Philadelphie, Museum of Art                             | Cat. 693        |
|         |                    | Remoldus Eynhoudt                            | Titien, Christ ressuscité ; attribué à Palma il Vecchio                                                                              | vers 1560                  | Florence, Musée des Offices                             | 10093           |
|         |                    | Jan van Troyen                               | David Teniers, Daniel dans la fosse aux lions, modello ; attribué à Palma il Giovane                                                 | 1655-1656                  | Philadelphie, Museum of Art                             | Cat. 697        |
|         |                    | Jan van Troyen                               | David Teniers, Saint Jean Baptiste, modello d'après Palma il Giovane                                                                 | vers 1658                  | Harewood House, Yorkshire                               |                 |
|         |                    | Peter van Lisebetten                         | Vierge à l'Enfant avec saint Jean Baptiste, d'après Palma il Giovane ; non localisé                                                  |                            |                                                         |                 |
|         |                    | Peter van Lisebetten                         | Palma il Giovane, Cain et Abel | vers 1603                  | Vienne, Kunsthistorisches Museum                        | GG_1576         |
|         |                    | Jan Popels                                   | Palma il Giovane, Le Christ mort soutenu par un ange                                                                                 | 1612                       | Vienne, Kunsthistorisches Museum                        | GG_9394         |
|         |                    | Jan van Troyen                               | Christ, d'après Palma il Giovane ; non localisé                                                                                      |                            |                                                         |                 |
|         |                    | Lucas Vorsterman                             | Saint Pierre, d'après Palma il Giovane ; non localisé                                                                                |                            |                                                         |                 |
|         |                    | Lucas Vorsterman                             | Saint, d'après Palma il Giovane ; non localisé                                                                                       |                            |                                                         |                 |
|         |                    | Jan van Troyen                               | Vierge à l'Enfant, d'après Palma il Giovane ; non localisé                                                                           |                            |                                                         |                 |
|         |                    | Lucas Vorsterman                             | Femme, d'après Palma il Vecchio ; non localisé                                                                                       |                            |                                                         |                 |
|         |                    | Jan van Troyen                               | Giovanni Cariani, Portrait d'une jeune femme ; attribué à Palma il Vecchio                                                           | vers 1515                  | Budapest, Musée des beaux-arts                          | 84              |
|         |                    | Jan van Troyen                               | Palma il Giovane, Salomé portant la tête de saint Jean Baptiste                                                                      | vers 1599                  | Vienne, Kunsthistorisches Museum                        | GG_39           |
|         |                    | Jan van Troyen                               | Sainte, d'après Palma il Giovane ; non localisé                                                                                      |                            |                                                         |                 |
|         |                    | Coryn Boel                                   | La résurrection de Lazare, d'après Palma il Vecchio ; non localisé                                                                   |                            |                                                         |                 |
|         |                    | Nikolaus van Hoy et Jan van Ossenbeeck       | Diane mettant à mort les enfants de Niobé, d'après Palma il Vecchio ; non localisé                                                   |                            |                                                         |                 |
|         |                    | Jan van Troyen                               | David Teniers, Portrait d'un homme avec un béret, modello d'après Palma il Vecchio                                                   | 1655-1656                  | Collection privée                                       |                 |
|         |                    | Lucas Vorsterman                             | Giorgione, Portrait de Francesco Maria Della Rovere ; attribué à Palma il Vecchio                                                    | 1502                       | Vienne, Kunsthistorisches Museum                        | GG_10           |
|         |                    | Lucas Vorsterman                             | Ange, d'après Palma il Vecchio ; non localisé                                                                                        |                            |                                                         |                 |
|         |                    | Lucas Vorsterman                             | Ange, d'après Palma il Vecchio ; non localisé                                                                                        |                            |                                                         |                 |
|         |                    | Lucas Vorsterman                             | Titien, Violante (La Bella Gatta) ; attribué à Palma il Vecchio                                                                      | 1515-1518                  | Vienne, Kunsthistorisches Museum                        | GG_65           |
|         |                    | Lucas Vorsterman                             | Palma il Vecchio, Jeune femme en robe bleue                                                                                          | 1512-151                   | Vienne, Kunsthistorisches Museum                        | GG_83           |
|         |                    | Lucas Vorsterman                             | Palma il Vecchio, Jeune femme en robe verte                                                                                          | 1512-1514                  | Vienne, Kunsthistorisches Museum                        | GG_66           |
|         |                    | Jan van Troyen                               | David Teniers, Pomone, modello ; attribué à Palma il Giovane                                                                         | 1655-1656                  | Philadelphie, Museum of Art                             | Cat. 694        |
|         |                    | Remoldus Eynhoudt                            | Palma il Giovane, Le Christ mort pleuré par des anges                                                                                | 1er quart du XVIIe siècle  | Vienne, Kunsthistorisches Museum                        | GG_1546         |
|         |                    | Jan Popels                                   | Vierge allaitant, avec sainte Catherine et saint Jean Baptiste, d'après Palma il Giovane ; non localisé                              |                            |                                                         |                 |
|         |                    | Peter van Lisebetten                         | David Teniers, Apollon et Marsyas, modello d'après Palma il Giovane                                                                  | 1655-1656                  | Collection privée                                       |                 |
|         |                    | Theodor van Kessel                           | Marsyas jouant de la flûte devant Apollon, d'après Palma il Giovane ; non localisé                                                   |                            |                                                         |                 |
|         |                    | Peter van Lisebetten                         | David Teniers, Cain et Abel, modello d'après Palma il Giovane                                                                        | vers 1658                  | Collection privée                                       |                 |
|         |                    | Peter van Lisebetten                         | Vierge à l'Enfant avec saints, d'après Palma il Vecchio ; non localisé                                                               |                            |                                                         |                 |
|         |                    | Peter van Lisebetten                         | Palma il Vecchio, Lamentation sur le Christ mort                                                                                     | vers 1600                  | Vienne, Kunsthistorisches Museum                        | GG_2            |
|         |                    | Jan van Troyen                               | Palma il Vecchio, Sainte Famille avec Marie-Madeleine et Jean-Baptiste                                                               | 1520-1525                  | Florence, Galerie des Offices                           | 950             |
|         |                    | Peter van Lisebetten                         | Palma il Vecchio, Sainte Famille avec des saints                                                                                     | 1520-1522                  | Vienne, Kunsthistorisches Museum                        | GG_60           |
|         |                    | Coryn Boel                                   | Palma il Vecchio, Diane et Callisto                                                                                                  | 1525-1528                  | Vienne, Kunsthistorisches Museum                        | GG_6803         |
|         |                    | Peter van Lisebetten                         | Palma il Vecchio, Visitation | 1520-1522                  | Vienne, Kunsthistorisches Museum                        | GG_56           |
|         |                    | Peter van Lisebetten                         | Adam et Ève d'après Pâris Bordone ; non localisé                                                                                     |                            |                                                         |                 |
|         |                    | Theodor van Kessel                           | Pâris Bordone, Sainte Famille dans un paysage avec saint Jean-Baptiste                                                               | vers 1560                  | Collection privée                                       |                 |
|         |                    | Peter van Lisebetten                         | Pâris Bordone, Vénus et l'Amour | 1545-1550                  | Varsovie, Musée national                                | M.Ob.628        |
|         |                    | Peter van Lisebetten                         | Pâris Bordone, Vénus et Adonis | 1560                       | Vienne, Kunsthistorisches Museum                        | GG_17           |
|         |                    | Nikolaus van Hoy et Jan van Ossenbeeck       | Domenico Fetti, Fuite en Égypte | 1623                       | Vienne, Kunsthistorisches Museum                        | GG_155          |
|         |                    | Coryn Boel                                   | David Teniers, Tobie et l'Israélite mort, modello d'après Domenico Fetti                                                             | 1655-1656                  | Londres, Courtauld Gallery                              | P.1978.PG.434   |
|         |                    | Coryn Boel                                   | Domenico Fetti, Aveugles guidant des aveugles                                                                                        | 1603-1623                  | Dresde, Collections nationales                          | 422             |
|         |                    | Coryn Boel                                   | David Teniers, Tobie enterrant l'Israélite mort, modello d'après Domenico Fetti                                                      | 1655-1656                  | Collection privée                                       |                 |
|         |                    | Theodor van Kessel                           | Domenico Fetti, Héros pleurant Léandre mort                                                                                          | 1622                       | Vienne, Kunsthistorisches Museum                        | GG_160          |
|         |                    | Nikolaus van Hoy                             | Lamentation sur le Christ mort, d'après Domenico Fetti ; non localisé                                                                |                            |                                                         |                 |
|         |                    | Coryn Boel                                   | Domenico Fetti, Persée et Andromède                                                                                                  | 1621-1622                  | Vienne, Kunsthistorisches Museum                        | GG_7722         |
|         |                    | Coryn Boel                                   | Domenico Fetti, Galatée et Polyphème                                                                                                 | 1621-1622                  | Vienne, Kunsthistorisches Museum                        | GG_172          |
|         |                    | Coryn Boel                                   | Sainte Julienne de Nicomédie victorieuse d'un démon; d'après Domenico Fetti                                                          | vers 1620                  | Vienne, Kunsthistorisches Museum                        | GG_1614         |
|         |                    | Peter van Lisebetten                         | Domenico Fetti, Vierge à l'Enfant, avec la mariage mystique de sainte Catherine, saint Dominique et saint Pierre                     | 1520                       | Vienne, Kunsthistorisches Museum                        | GG_167          |
|         |                    | Lucas Vorsterman                             | Pietro della Vecchia, Guerrier | vers 1640                  | Vienne, Kunsthistorisches Museum                        | GG_70           |
|         |                    | Lucas Vorsterman                             | Pâris Bordone, Femme avec enfant ; attribué à Pietro della Vecchia                                                                   | vers 1530                  | Saint-Pétersbourg, Musée de l'Ermitage                  | ГЭ-70           |
|         |                    | Lucas Vorsterman                             | Guido Reni, Le jeune David | vers 1620                  | Vienne, Kunsthistorisches Museum                        | GG_244          |
|         |                    | Lucas Vorsterman                             | Guido Reni, Saint Pierre | 1637                       | Vienne, Kunsthistorisches Museum                        | GG_243          |
|         |                    | Theodor van Kessel                           | David Teniers le jeune, Suzanne et les vieillards, modello d'après Guido Reni                                                        | 1655-1656                  | Collection privée                                       |                 |
|         |                    | Nikolaus van Hoy et Franciscus van der Steen | Fra Bartolomeo, Vierge à l'Enfant | 1514-1516                  | Vienne, Kunsthistorisches Museum                        | GG_195          |
|         |                    | Lucas Vorsterman                             | Portrait de femme ; attribué à Bronzino ; non localisé                                                                               |                            |                                                         |                 |
|         |                    | Jan van Troyen                               | Giovanni Battista Moroni, Portrait d'homme (Giovan Pietro Maffeis ?) ; attribué à « I. van Kalker »                                  | 1560-1565                  | Vienne, Kunsthistorisches Museum                        | GG_88           |
|         |                    | Nikolaus van Hoy et Franciscus van der Steen | Guido Reni, Madeleine pénitente | 1635-1640                  | Vienne, Kunsthistorisches Museum                        | GG_245          |
|         |                    | Quirijn Boel                                 | Dosso Dossi, Saint Jérôme | vers 1620                  | Vienne, Kunsthistorisches Museum                        | GG_263          |
|         |                    | Peter van Lisebetten                         | Guido Reni, Suzanne et les vieillards                                                                                                | 1620-1625                  | Londres, National Gallery                               | NG196           |
|         |                    | Peter van Lisebetten                         | Bartolomeo Manfredi, L'Arrestation du Christ                                                                                         | 1613-1618                  | Tokyo, Musée national de l'art occidental               |                 |
|         |                    | Nikolaus van Hoy et Franciscus van der Steen | Bartolomeo Manfredi, Soldats jouant aux cartes                                                                                       | 1613-1618                  | Florence, Galerie des Offices                           | 6609            |
|         |                    | Jan van Troyen                               | Giovanni Baglione, L'assomption de sainte Catherine d'Alexandrie                                                                     | vers 1603                  | Collection privée                                       |                 |
|         |                    | Nikolaus van Hoy et Franciscus van der Steen | Alessandro Varotari, Le Christ et la femme adultère                                                                                  | 1630                       | Vienne, Kunsthistorisches Museum                        | GG_75           |
|         |                    | Jan van Troyen                               | David Teniers, Ecce Homo, modello d'après Alessandro Varotari                                                                        | 1655-1656                  | Londres, Courtauld Gallery                              | P.1978.PG.442   |
|         |                    | Jan van Troyen                               | Mater dolorosa, d'après Alessandro Varotari ; non localisé                                                                           |                            |                                                         |                 |
|         |                    | Peter van Lisebetten                         | Valentin de Boulogne, Moïse | 1627-1632                  | Vienne, Kunsthistorisches Museum                        | GG_163          |
|         |                    | Jan van Troyen                               | Francesco Lupicini, Marthe et Madeleine                                                                                              | vers 1625                  | Vienne, Kunsthistorisches Museum                        | GG_364          |
|         |                    | Lucas Vorsterman                             | Vincenzo Catena, Portrait d'un homme avec un livre                                                                                   | vers 1520                  | Vienne, Kunsthistorisches Museum                        | GG_87           |
|         |                    | Jan van Troyen                               | David Teniers, Lamentation sur le Christ mort, d'après Lorenzo Lotto                                                                 | 1655-1656                  | Paris, Musée du Louvre                                  | MI 1004         |
|         |                    | Jan van Troyen                               | Giovanni Gerolamo Savoldo, Lamentation sur le Christ mort ; attribué à Lorenzo Lotto                                                 | 1513-1520                  | Vienne, Kunsthistorisches Museum                        | GG_1619         |
|         |                    | Nikolaus van Hoy                             | Vue de la galerie de peintures de l'archiduc Léopold Guillaume à Bruxelles                                                           |                            |                                                         |                 |
|         |                    | Lucas Vorsterman                             | Pieter Thys, Portrait de David Teniers                                                                                               | 1659                       | Château de Schleissheim, Staatsgalerie im Neuen Schloss | 1850            |